# Wietnam na Letnich Igrzyskach Olimpijskich 2016
Wietnam na Letnich Igrzyskach Olimpijskich 2016 reprezentowało 23 zawodników: dziewięciu mężczyzn i czternaście kobiet. Był to piętnasty start reprezentacji Wietnamu na letnich igrzyskach olimpijskich.

## Zdobyte medale
| Medal  | Zawodnik        | Dyscyplina  | Konkurencja                         | Rezultat   | Data        |
| ------ | --------------- | ----------- | ----------------------------------- | ---------- | ----------- |
| Złoto  | Hoàng Xuân Vinh | Strzelectwo | Pistolet pneumatyczny 10 m mężczyzn | 202,5 pkt* | 6 sierpnia  |
| Srebro | Hoàng Xuân Vinh | Strzelectwo | Pistolet dowolny 50 m               | 191,3 pkt  | 10 sierpnia |

## Skład reprezentacji

### Badminton
| Zawodnik         | Konkurencja        | Faza grupowa                  | Faza grupowa                   | Faza grupowa         | Pozycja | 1/8              | Ćwierćfinały     | Półfinały        | Finał            | Finał   | Źródło |
| Zawodnik         | Konkurencja        | Przeciwnik Wynik              | Przeciwnik Wynik               | Przeciwnik Wynik     | Pozycja | Przeciwnik Wynik | Przeciwnik Wynik | Przeciwnik Wynik | Przeciwnik Wynik | Pozycja | Źródło |
| ---------------- | ------------------ | ----------------------------- | ------------------------------ | -------------------- | ------- | ---------------- | ---------------- | ---------------- | ---------------- | ------- | ------ |
| Nguyễn Tiến Minh | gra pojedyncza (m) | Malkow 2:1 (15-21,21-9,21-13) | Obernosterer 2:0 (21-18,21-14) | Lin 0:2 (7-21,12-21) | 2.      | NQ               | NQ               | NQ               | NQ               | NQ      | [ 2 ]  |
| Vũ Thị Trang     | gra pojedyncza (k) | Okuhara 0:2 (10-21,8-21)      | Fanetri 2:0 (8-21,21-19,8-21)  | N/A                  | 2.      | NQ               | NQ               | NQ               | NQ               | NQ      | [ 3 ]  |

### Gimnastyka
Mężczyźni
| Zawodnik        | Konkurencja | Kwalifikacje | Kwalifikacje | Kwalifikacje | Kwalifikacje | Kwalifikacje | Kwalifikacje | Kwalifikacje | Kwalifikacje | Finał    | Finał    | Finał    | Finał    | Finał    | Finał    | Finał | Finał   | Źródło |
| Zawodnik        | Konkurencja | Przyrząd     | Przyrząd     | Przyrząd     | Przyrząd     | Przyrząd     | Przyrząd     | Razem        | Pozycja      | Przyrząd | Przyrząd | Przyrząd | Przyrząd | Przyrząd | Przyrząd | Razem | Pozycja | Źródło |
| Zawodnik        | Konkurencja | F            | PH           | R            | V            | PB           | HB           | Razem        | Pozycja      | F        | PH       | R        | V        | PB       | HB       | Razem | Pozycja | Źródło |
| --------------- | ----------- | ------------ | ------------ | ------------ | ------------ | ------------ | ------------ | ------------ | ------------ | -------- | -------- | -------- | -------- | -------- | -------- | ----- | ------- | ------ |
| Phạm Phước Hưng | Poręcze     | N/A          | N/A          | N/A          | N/A          | 14,966       | N/A          | 14,966       | 28.          | NQ       | NQ       | NQ       | NQ       | NQ       | NQ       | NQ    | NQ      | [ 4 ]  |

Kobiety
| Zawodniczka       | Konkurencja | Kwalifikacje | Kwalifikacje | Kwalifikacje | Kwalifikacje | Kwalifikacje | Kwalifikacje | Finał     | Finał     | Finał     | Finał     | Finał | Finał   | Źródło |
| Zawodniczka       | Konkurencja | Przyrządy    | Przyrządy    | Przyrządy    | Przyrządy    | Razem        | Pozycja      | Przyrządy | Przyrządy | Przyrządy | Przyrządy | Razem | Pozycja | Źródło |
| Zawodniczka       | Konkurencja | V            | UB           | BB           | F            | Razem        | Pozycja      | V         | UB        | BB        | F         | Razem | Pozycja | Źródło |
| ----------------- | ----------- | ------------ | ------------ | ------------ | ------------ | ------------ | ------------ | --------- | --------- | --------- | --------- | ----- | ------- | ------ |
| Phan Thị Hà Thanh | Równoważnia | N/A          | N/A          | 13,800       | N/A          | 13,800       | 36.          | NQ        | NQ        | NQ        | NQ        | NQ    | NQ      | [ 5 ]  |
| Phan Thị Hà Thanh | Skoki       | 14,233       | N/A          | N/A          | N/A          | 14,233       | 17.          | NQ        | NQ        | NQ        | NQ        | NQ    | NQ      | [ 5 ]  |

### Judo
| Zawodniczka | Konkurencja  | 1/16                | 1/8                 | Ćwierćfinał         | Półfinał            | Repasaże            | Finał / 3.miejsce   | Finał / 3.miejsce | Źródła |
| Zawodniczka | Konkurencja  | Przeciwniczka Wynik | Przeciwniczka Wynik | Przeciwniczka Wynik | Przeciwniczka Wynik | Przeciwniczka Wynik | Przeciwniczka Wynik | Pozycja           | Źródła |
| ----------- | ------------ | ------------------- | ------------------- | ------------------- | ------------------- | ------------------- | ------------------- | ----------------- | ------ |
| Văn Ngọc Tú | 48 kg kobiet | Moscatt W 000-000   | Jeong P 000-102     | NQ                  | NQ                  | NQ                  | NQ                  | NQ                | [ 6 ]  |

### Lekkoatletyka
Konkurencje biegowe
| Zawodnik           | Konkurencja               | Eliminacje | Eliminacje | Półfinał | Półfinał | Finał   | Finał   | Źródło |
| Zawodnik           | Konkurencja               | Wynik      | Miejsce    | Wynik    | Miejsce  | Wynik   | Miejsce | Źródło |
| ------------------ | ------------------------- | ---------- | ---------- | -------- | -------- | ------- | ------- | ------ |
| Nguyễn Thành Ngưng | chód na 20 km mężczyzn    | N/A        | N/A        | N/A      | N/A      | 1:30:01 | 60.     | [ 7 ]  |
| Nguyễn Thị Huyền   | 400 m kobiet              | 52,97      | 43.        | NQ       | NQ       | NQ      | NQ      | [ 8 ]  |
| Nguyễn Thị Huyền   | 400 m przez płotki kobiet | 57,87      | 38.        | NQ       | NQ       | NQ      | NQ      | [ 9 ]  |

### Pływanie
| Zawodnik            | Konkurencja        | Eliminacje | Eliminacje | Półfinał | Półfinał | Finał | Finał   | Źródło |
| Zawodnik            | Konkurencja        | Czas       | Miejsce    | Czas     | Miejsce  | Czas  | Miejsce | Źródło |
| ------------------- | ------------------ | ---------- | ---------- | -------- | -------- | ----- | ------- | ------ |
| Hoàng Quý Phước     | 200 m dowolnym (m) | 1:50,39    | 41.        | NQ       | NQ       | NQ    | NQ      | [ 10 ] |
| Nguyễn Thị Ánh Viên | 400 m dowolnym (k) | 4:16,32    | 26.        | N/A      | N/A      | NQ    | NQ      | [ 11 ] |
| Nguyễn Thị Ánh Viên | 200 m zmiennym     | 2:16,20    | 33.        | NQ       | NQ       | NQ    | NQ      | [ 12 ] |
| Nguyễn Thị Ánh Viên | 400 m zmiennym     | 4:36,85    | 9.         | N/A      | N/A      | NQ    | NQ      | [ 13 ] |

### Podnoszenie ciężarów
| Zawodnik          | Konkurencja     | Rwanie | Rwanie  | Podrzut | Podrzut | Razem  | Pozycja | Źródło |
| Zawodnik          | Konkurencja     | Wynik  | Pozycja | Wynik   | Pozycja | Razem  | Pozycja | Źródło |
| ----------------- | --------------- | ------ | ------- | ------- | ------- | ------ | ------- | ------ |
| Thạch Kim Tuấn    | -56 kg mężczyzn | 130 kg | 4.      | DNF     | DNF     | DNF    | DNF     | [ 14 ] |
| Trần Lê Quốc Toàn | -56 kg mężczyzn | 121 kg | 6.      | 154 kg  | 4.      | 275 kg | 5.      | [ 14 ] |
| Hoàng Tấn Tài     | -85 kg mężczyzn | 145 kg | 17.     | 180 kg  | 17.     | 325 kg | 17.     | [ 14 ] |
| Vương Thị Huyền   | -48 kg kobiet   | DNF    | DNF     | DNF     | DNF     | DNF    | DNF     | [ 14 ] |

### Strzelectwo
Mężczyźni
| Zawodnik        | Konkurencja                | Kwalifikacje | Kwalifikacje | Finał | Finał   | Źródło |
| Zawodnik        | Konkurencja                | Wynik        | Pozycja      | Wynik | Pozycja | Źródło |
| --------------- | -------------------------- | ------------ | ------------ | ----- | ------- | ------ |
| Hoàng Xuân Vinh | pistolet pneumatyczny 10 m | 581          | 4.           | 202,5 | złoto   | [ 1 ]  |
| Hoàng Xuân Vinh | pistolet dowolny 50 m      | 556          | 6.           | 191,3 | srebro  | [ 1 ]  |
| Trần Quốc Cường | pistolet pneumatyczny 10 m | 575          | 26.          | NQ    | NQ      | [ 1 ]  |
| Trần Quốc Cường | pistolet dowolny 50 m      | 542          | 31.          | NQ    | NQ      | [ 1 ]  |

### Szermierka
| Zawodnik           | Konkurencja              | 1/32                       | 1/16              | 1/8              | Ćwierćfinały     | Półfinały        | Finał/3.miejsce  | Finał/3.miejsce | Źródło |
| Zawodnik           | Konkurencja              | Przeciwnik Wynik           | Przeciwnik Wynik  | Przeciwnik Wynik | Przeciwnik Wynik | Przeciwnik Wynik | Przeciwnik Wynik | Pozycja         | Źródło |
| ------------------ | ------------------------ | -------------------------- | ----------------- | ---------------- | ---------------- | ---------------- | ---------------- | --------------- | ------ |
| Vũ Thành An        | szabla indywidualnie (m) | N/A                        | Occhiuzzi W 15-12 | Anstett P 8-15   | NQ               | NQ               | NQ               | NQ              | [ 15 ] |
| Nguyễn Thị Như Hoa | szpada indywidualnie (k) | Mallo P 7-15               | NQ                | NQ               | NQ               | NQ               | NQ               | NQ              | [ 16 ] |
| Đỗ Thị Anh         | floret indywidualnie (k) | Kontochristopoulou W 15-13 | Errigo P 9-15     | NQ               | NQ               | NQ               | NQ               | NQ              | [ 17 ] |
| Nguyễn Thị Lệ Dung | szabla indywidualnie (k) | BYE                        | Kim P 3-15        | NQ               | NQ               | NQ               | NQ               | NQ              | [ 18 ] |

### Wioślarstwo
| Zawodnik                 | Konkurencja | Eliminacje | Eliminacje | Repesaż | Repesaż | Półfinały | Półfinały       | Finał | Finał | Miejsce | Źródło |
| Zawodnik                 | Konkurencja | Czas       | M.         | Czas    | M.      | Czas      | M.              | Czas  | M.    | Miejsce | Źródło |
| ------------------------ | ----------- | ---------- | ---------- | ------- | ------- | --------- | --------------- | ----- | ----- | ------- | ------ |
| Hồ Thị Lý Tạ Thanh Huyền | LW2x        | 7:29,91    | 5.         | 8:19,79 | 4.      | 8:18,47   | 2. Półfinał C/D | DNS   | DNS   | 18.     | [ 19 ] |

### Zapasy
Kobiety - styl wolny
| Zawodniczka    | Konkurencja | Kwalifikacje     | 1/8              | Ćwierćfinał      | Półfinał         | Repesaż 1        | Repesaż 2        | Finał/3.miejsce  | Finał/3.miejsce | Źródło |
| Zawodniczka    | Konkurencja | Przeciwnik Wynik | Przeciwnik Wynik | Przeciwnik Wynik | Przeciwnik Wynik | Przeciwnik Wynik | Przeciwnik Wynik | Przeciwnik Wynik | Pozycja         | Źródło |
| -------------- | ----------- | ---------------- | ---------------- | ---------------- | ---------------- | ---------------- | ---------------- | ---------------- | --------------- | ------ |
| Nguyễn Thị Lụa | -53 kg      | BYE              | Sambou P 0-5     | NQ               | NQ               | NQ               | NQ               | NQ               | 15.             | [ 20 ] |